# Avia BH-6
Avia BH-6 byl prototyp československého jednomístného stíhacího dvouplošníku společnosti Avia z první poloviny 20. let 20. století.

## Historie
Na konci roku 1922 MNO zadalo leteckým továrnám vývoj nového stíhacího letounu s motorem HS 8Fb, který byl právě v Československu zaváděn do licenční výroby (jednalo se o typ Hispano-Suiza 8). S motorem se počítalo jako s standardní pohonnou jednotkou letectva pro nejbližší roky. Po neúspěchu stíhacího dolnoplošníku Avia BH-3 konstruktéři Pavel Beneš a Miroslav Hajn vypracovali pro tuto zakázku dva stroje – jednoplošník a dvouplošník.
Tak vznikly stroje Avia BH-7A (hornoplošník) a klasický dvouplošník BH-6. BH-6 se prvně objevil na startu 11. května 1923. Při jednom ze zkušebních letů stroj za letu začal hořet. Pilot Skubal za cenu těžkých popálenin stroj dovedl až k přistání na letišti. Jeho oběť ale byla marná, Avie BH-6 po přistání zcela shořela. Vzhledem ke krátkému životu stroje se nezachovalo příliš fotografií. Konstruktéři Avie se nedali tímto neúspěchem odradit a již 9. září 1923 byl zalétán přepracovaný stroj Avia BH-8.

## Technický popis
Avia BH-6 byl jednomístný, jednomotorový, vzpěrový dvouplošník. Dřevěná kostra trupu potažena překližkou, dřevěná kostra křídel potažena plátnem. Horní křídlo mělo menší rozpětí než spodní, křidélka byla jen na spodním křídle. Horní křídlo bylo neseno nad trupem pyramidou obsahující také chladič oleje. Chladiče vody byly stejně jako u Avie BH-7A lamelové na vzpěrách podvozku. Pohon zajišťoval osmiválcový vidlicový motor Škoda Hs 8Fb o výkonu 220 kW roztáčející dvoulistou dřevěnou vrtuli. Podvozek pevný, záďový s ostruhou. Počítalo se s výzbrojí dvou kulometů Vickers, ale k montáži výzbroje již nedošlo.

## Specifikace
Údaje dle

### Technické údaje
- Osádka:
- Délka: 6,47 m
- Výška: 2,88 m
- Rozpětí horního křídla: 9,03 m
- Rozpětí dolního křídla: 9,98 m
- Hloubka křídel: 1,40 m
- Vzdálenost mezi křídly: 1,50 m
- Stupnění křídel: 0,15 m
- Plocha směrového kormidla: 0,72 m²
- Plocha VOP: 2,83 m²
- Nosná plocha: 22,6 m²
- Hmotnost prázdného stroje: 878 kg
- Vzletová hmotnost: 1180 kg
- Pohonná jednotka:
- Výkon pohonné jednotky:

### Výkony
- Maximální rychlost: 220 km/h
- Cestovní rychlost: 200 km/h
- Přistávací rychlost: 80 km/h
- Výstup do 5000 m: 16 min
- Dolet: 410 km
- Dostup: 7 000 m